# Conferència Internacional de Pau de Sant Sebastià
Conferència Internacional de Pau de Sant Sebastià es va celebrar a Sant Sebastià (País Basc) el dia 17 d'octubre de 2011, en el Palau d'Aiete, situat en aquesta ciutat.
A aquesta conferència de pau van acudir destacades personalitats internacionals del món de la política i la pacificació, com ara Kofi Annan, Bertie Ahern, Gro Harlem Brundtland, Pierre Joxe, Gerry Adams i Jonathan Powell.
Més tard s'hi van adherir també Tony Blair, que fou Primer Ministre del Regne Unit entre el 1997 i el 2007, durant el mandat del qual es van signar els Acords de Divendres Sant que van posar fi al Conflicte d'Irlanda del Nord després de prop de 40 anys, i Jimmy Carter, president dels Estats Units d'Amèrica entre el 1977 i el 1981), Premi Nobel de la Pau el 2002.
Tres dies més tard, el 20 d'octubre, ETA anuncià el cessament definitiu de l'activitat armada amb "un compromís clar, ferm i definitiu", en un missatge enviat als diaris bascos Gara i Berria.